# 360卫士极客版
360卫士极客版（原360手机杀毒）是360安全中心推出的一款针对Android开发的免费手机安全软件，讓使用者方便管理手機的安全，安装包和运行内存比360手机卫士小，2014年4月23正式推出，主要功能有骚扰拦截、清理加速、病毒查杀、权限管理、自启控制、管理流量监控等。
支持Android Lollipop主动防御功能，并独创手机型号伪装功能。
360手机卫士极客版于2017年11月6日下线所有应用商店并正式停止服务和运营。